# Главный учебный корпус ИвГМА
Главный учебный корпус ИвГМА — здание, принадлежащее Ивановской государственной медицинской академии. Расположено на пересечении Шереметьевского проспекта и улицы Пушкина по адресу Шереметьевский проспект, дом 8. Строительство велось с 1937 по 1956 годы по проекту архитектора Н.И. Кадникова. Является ярким представителем сталинского стиля в архитектуре города.

## История
После открытия Ивановского государственного медицинского института (ИГМИ) в 1930 году на повестке дня встал вопрос о строительстве новых зданий для учебного заведения. Обком ВКП(б) и исполком областного Совета ходатайствовали в ВСНХ СССР о выделении области 3 млн. рублей на проектирование и начало строительства учебного корпуса ИГМИ. В середине 1930-х годов был проведен конкурс, победителем которого был признан проект ивановского архитектора Н.И. Кадникова. В 1934 году земельный участок, принадлежавший ивановскому институту эпидемиологии и микробиологии был передан ИГМИ. Весной того же года был заложен первый камень в фундамент главного здания института, строительство, однако, началось лишь в 1937 году. Предполагалось, что работа будет выполнена за 2—3 года, но новое здание было частично открыто только в ноябре 1940 года. Угловая башня и наружная отделка были закончены лишь  в 1956 году после большого перерыва.  Первоначальный проект предполагал размещение на угловой башне скульптур спортсменов, спортсменок и барельефов знаменитых врачей, однако от этой идеи отказались в ходе строительства. В данный момент в здании располагается Ивановская государственная медицинская академия (ИвГМА).

## Архитектура
В композиции трехэтажного, Г-образного в плане здания (пристройка по улице Пушкина построена в 1976 году по проекту В.К. Горшкова) доминирует пятиэтажная ступенчатая угловая башня. Нижний ярус выполнен как мощное основание, окруженное монументальной колоннадой с коринфским ордером. Второй и третий ярусы углового объема отличают крупные окна полукруглой и прямоугольной форм. Их значительный размер и кажущаяся непропорциональность обосновываются необходимостью в достаточном освещении главной аудитории корпуса вместимостью 400-500 человек. Верхний ярус углового объема украшен сдвоенными колоннами коринфского ордера. Его завершает антаблемент и балюстрада с вазами и обелисками. Вход в центральный корпус украшает полуротонда.
К угловой башне примыкают два по-разному оформленных прямоугольных в плане объема. Фасад здания по Шереметьевскому проспекту украшен полуколоннами с коринфским ордером, несущими антаблемент с украшенным карнизом. Фасад по улице Пушкина выглядит более скромно. Его украшают пилястры с капителями.
На данный момент здание окрашено в три цвета: песочно-желтый, белый и коричневый. Кирпичные стены оштукатурены и украшены рустикой.